# باشگاه فوتبال مو
آکادمی فوتبال مو (به فرانسوی: Club sportif Meaux Academy Football) یک باشگاه فوتبال فرانسوی است که در شهر مو، فرانسه واقع شده‌است. برخی بازیکنان سابق این تیم عبارتند از: مارک لوی، فیلیپ آنزیانی، فرانسیس لاسر، فردریک دیو، فرانک لبوف، آندری زگوتچینسکی، جوئل کانتونا و همچنین یوهان پله و جفری جوردن که بعنوان دروازه‌بان در این تیم سابقه بازی دارند.